# 直接民主主義を標榜する政党の一覧
直接民主主義を標榜する政党の一覧（ちょくせつみんしゅしゅぎをひょうぼうするせいとうのいちらん）では、各国に存在する、直接民主制の実現を目指す政党の一覧を示す。
この一覧は未完成です。加筆、訂正して下さる協力者を求めています。

## ヨーロッパ
イギリス
- The Blah! Party（2006年 - 2008年）
- 民主党 Democratic Party（1998年 - ）
- Make Politicians History（1980年 - 2009年）
- 国家自由党 National Liberal Party（1990年 - ）

 オランダ
- Continue Directe Democratie Partij（2005年 - ）

 チェコ
- Věci veřejné（2001年 - ）
- Public Affairs

 スウェーデン
- Aktiv Demokrati（2000年 - ）
- Demoex - Democracy Experiment（2002年 - ）
- Direktdemokraterna（2002年 - ）

 ハンガリー
- インターネット民主党 Internetes DEmokrácia pártja（2004年 - ）

 フィンランド
- Change 2011 Muutos 2011（フィンランド語） Förändring 2011（スウェーデン語）

 イタリア
- 五つ星運動 MoVimento 5 Stelle（M5S）（2009年 - ）

 ドイツ
- ドイツのための選択肢 Alternative für Deutschland（2013年 - )[1]

## オセアニア・アジア
オーストラリア
- Senator On-Line（2007年 - ）

 ニュージーランド
- ニュージーランド直接民主党 Direct Democracy Party of New Zealand（2005年 – 2009年）

 日本
- 支持政党なし（2013年 - ）
- NHKから国民を守る党（2013年 - ）
- 日本を元気にする会（2015年 - 2018年）